# Triumph des Willens
Triumph des Willens ist ein NS-Propagandafilm über den sechsten Reichsparteitag der NSDAP vom 4. bis 10. September 1934 in Nürnberg und gilt als eines der einflussreichsten Werke der Regisseurin Leni Riefenstahl. Die Uraufführung fand am 28. März 1935 im Ufa-Palast am Zoo in Berlin statt. Er ist der zweite Teil von Riefenstahls Parteitags-Trilogie und reiht sich an den Vorgänger Der Sieg des Glaubens an. Nachfolger und damit dritter Teil ist Tag der Freiheit! – Unsere Wehrmacht.

## Produktion
Der inszenierte Dokumentarfilm enthält Bildmaterial vom Parteitag 1934 mit seinen Paraden und Aufzügen sowie zahlreiche Auszüge aus Reden verschiedener NS-Funktionäre während des Parteitags, unter anderem von Adolf Hitler. Hitler selbst unterstützte den Film und erschien im Abspann als inoffizieller leitender Produzent. Das vorrangige Thema ist die Rückkehr Deutschlands als Großmacht mit Hitler als heilbringendem Führer. Hitler wählte den Titel in Anlehnung an Friedrich Nietzsches Schlagwort vom „Willen zur Macht“.

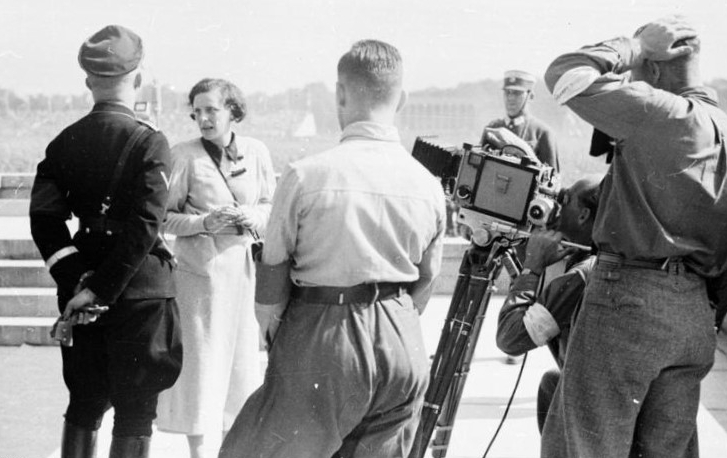
Leni Riefenstahl mit Reichsführer SS Heinrich Himmler bei Aufnahmen zu ihrem Film Triumph des Willens am 9. September 1934

Triumph des Willens wurde 1935 veröffentlicht und wurde schnell zu einem der bekanntesten Beispiele für Propagandafilme. Der Film beeinflusste mit seiner Ästhetik nach dem Zweiten Weltkrieg Spielfilme und Dokumentarfilme bis hin zur Werbung. Dies wurde oft zum Anlass genommen, nach dem Verhältnis von Kunst, Politik und Ethik zu fragen bzw. diese zu diskutieren.
Riefenstahl selbst verwendete einerseits relativ neuartige Techniken wie bewegte Kameras, Teleobjektive, eine dynamische Schnitttechnik sowie neuartige Kameraperspektiven. Auch bewährte Mittel wie die suggestive Untermalung mit Musik, schnelle Schnitte und raffinierte Bildmontagen setzte sie gekonnt ein. Triumph des Willens gilt als ein politisch und moralisch zweifelhafter, filmgeschichtlich und ästhetisch aber dennoch bedeutsamer Film.
Riefenstahl gewann mehrere Preise in Deutschland, in den Vereinigten Staaten, Frankreich, Schweden und anderen Ländern. 1937 wurde Riefenstahl für diesen Film während der Pariser Weltausstellung mit einer Goldmedaille ausgezeichnet.

## Vorgeschichte
Im vorangedrehten Film Der Sieg des Glaubens – der im Rückblick wie die Generalprobe zu diesem Film wirkt – wurde Hitler noch nicht als personifiziertes Zentrum der Macht inszeniert, sondern nach wie vor teilte er diese mit dem obersten Führer der Sturmabteilung (SA), Ernst Röhm. Etwa zwei Monate vor dem Parteitag kam es zur so genannten „Nacht der langen Messer“ (30. Juni/1. Juli 1934), bei der hochrangige Funktionäre der SA am Tegernsee von Hitler zusammengerufen wurden; sie wurden verhaftet und – zum Teil noch in derselben Nacht – getötet, darunter auch Röhm. In Triumph des Willens stand Hitler alleine im Mittelpunkt.

## Handlung
Der Film beginnt mit einem Prolog, dem einzigen Kommentar im Film. Auf einer Steintafel erscheint folgender Text: „Am 5. September 1934 … 20 Jahre nach Ausbruch des Weltkrieges … 16 Jahre nach dem Anfang deutschen Leidens … 19 Monate nach dem Beginn der deutschen Wiedergeburt … flog Adolf Hitler wiederum nach Nürnberg um Heerschau abzuhalten über seine Getreuen.“ Die Filmchronologie weicht vom tatsächlichen Verlauf des Reichsparteitags ab, der auch drei Tage länger dauerte als im Film dargestellt.

### Erster Tag
Der Film beginnt mit Aufnahmen der Wolken über der Stadt. Dann bewegt sich die Kamera durch die Wolken, um über den Massen zu schweben und Schönheit und Würde auszustrahlen. Der Schatten von Hitlers Flugzeug ist zu sehen, während es über die winzigen marschierenden Menschen fliegt, begleitet von den Klängen eines Sinfonieorchesters. Es spielt Variationen eines Themas, das bald als das Horst-Wessel-Lied erkennbar wird. Als Hitler den Nürnberger Flughafen erreicht, wird er unter donnerndem Applaus von einer euphorischen Menge empfangen. Er fährt dann ebenso bejubelt zu seinem Hotel in Nürnberg, wo später eine nächtliche Kundgebung stattfindet.

### Zweiter Tag
Der zweite Tag beginnt mit einer Montage, bei der sich die Angehörigen verschiedener NS-Organisationen in ihren Zeltlagern auf die Eröffnung des Reichsparteitags vorbereiten. Die Führungsriege der Partei erreicht währenddessen die Luitpoldarena. Erst jetzt nach überwiegend musikalisch unterlegtem Bildmaterial folgt ab Minute 23 die erste Szene mit gesprochenem Text: Ein Schnitt zur Eröffnungszeremonie, in der Rudolf Heß den Beginn des Parteitags verkündet. Der Film führt dann mehrere hochrangige NSDAP-Mitglieder ein; unter anderem Joseph Goebbels, Alfred Rosenberg, Hans Frank, Fritz Todt, Robert Ley und Julius Streicher. Danach ist eine Kundgebung des Reichsarbeitsdienstes zu sehen. Hier hält Hitler seine erste Rede über die Verdienste der Arbeitsmänner und lobt ihre Leistungen bei der Wiedererrichtung Deutschlands. Der Tag endet mit einer SA-Parade im Fackelschein.

### Dritter Tag

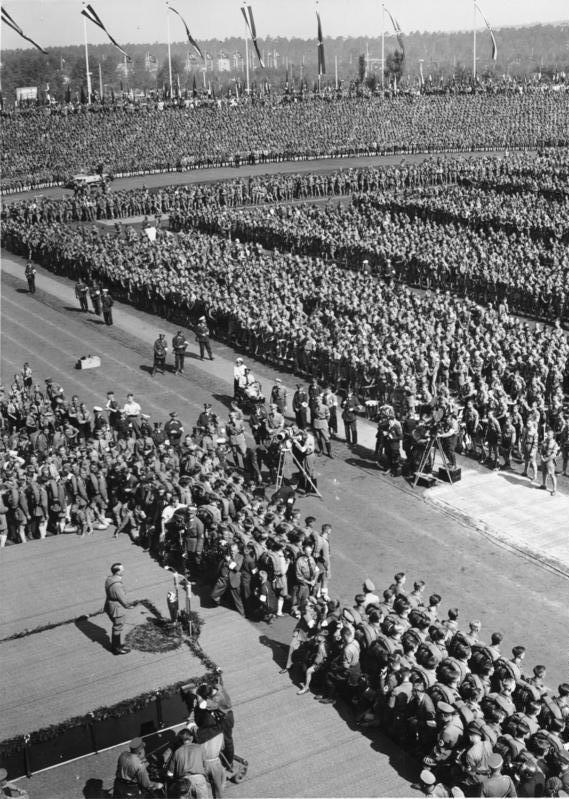
Hitler im Städtischen Stadion bei seiner Rede an die Jugend, 8. September 1934

Der dritte Tag beginnt mit einer Kundgebung der Hitler-Jugend (HJ) auf dem Paradeplatz. Wieder zeigt die Kamera die Ankunft der Nazi-Würdenträger und die Einführung Hitlers durch Baldur von Schirach. Hitler spricht zur Jugend und vermittelt ihr, warum sie „friedfertig und mutig zugleich“ sein solle und warum sie sich „stählen“ müsse. Die Hitlerjugend marschiert ab zu den Klängen von „Unsre Fahne flattert uns voran“. Es folgt eine Vorführung von berittenen und motorisierten Einheiten der Reichswehr. In der Nacht hält Hitler bei Fackelschein eine Rede zu den Politischen Leitern, in der er des ersten Jahres, seitdem die Nationalsozialisten an die Macht kamen, gedenkt und erklärt, dass Partei und Staat eine Einheit seien.

### Vierter Tag

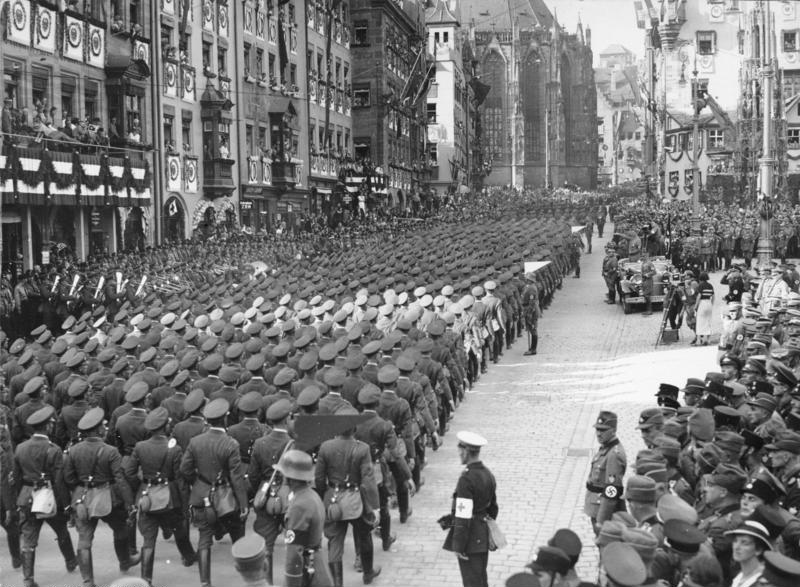
Parade auf dem Hauptmarkt, im Hintergrund St. Sebald, mittig rechts im Bild Hitler sowie Riefenstahl mit Team, 9. September 1934

Der vierte Tag stellt den Höhepunkt des Films dar. Hier werden die einprägsamsten Bilder gezeigt. Während die Blaskapelle den Trauermarsch des Komponisten Ernst Hanfstaengl spielt, schreitet Hitler, begleitet von Heinrich Himmler und Viktor Lutze, in der Luitpold-Arena durch ein Meer von über 150.000 SA- und SS-Männern, um einen Gedenkkranz am Denkmal für die Gefallenen des Ersten Weltkrieges niederzulegen. Hitler und Lutze halten dann eine Rede vor den Truppen über die Säuberungsaktion „Nacht der langen Messer“ in der SA einige Monate zuvor. Lutze beteuert noch einmal die Loyalität der SA zur Parteiführung, und Hitler spricht die SA von jeglichen Verbrechen, die durch Ernst Röhm veranlasst worden seien, los. Die neuen Parteiflaggen werden durch Berührung mit der Blutfahne (Flagge, die von den Nationalsozialisten während des Hitler-Ludendorff-Putsches am 9. November 1923 getragen wurde) geweiht. Anschließend findet eine große Parade vor dem Hintergrund der Frauenkirche am Hauptmarkt in Nürnberg (April 1933–1945 „Adolf-Hitler-Platz“) statt, bei der zahlreiche Verbände der Partei und des Staates an Hitler vorbeimarschieren. Anschließend hält Hitler in der Luitpoldhalle seine Abschlussrede. In dieser beteuert er nochmals die Vorrangstellung der NSDAP in Deutschland. Er erklärt: „Alle anständigen Deutschen werden Nationalsozialisten. Nur die besten Nationalsozialisten sind Parteigenossen!“ Heß führt die versammelte Menschenmenge bei einem finalen Sieg-Heil-Salut für Hitler, womit der Parteitag beendet ist. Der Film blendet aus, während die Menge das Horst-Wessel-Lied singt.

## Nachwirkungen
Der Film ist bis heute wirkungsgeschichtlich relevant und weiterhin umstritten. Der Meinung, es sei ein ästhetischer Dokumentarfilm, steht entgegen, der Film sei reine Propaganda. Martin Loiperdinger betont, dass der Film nicht die Wirklichkeit des Nationalsozialismus darstelle, sondern lediglich zeige, wie dieser sich selbst inszenierte. Die im Film so dargestellte Volksgemeinschaft habe nicht der Realität entsprochen. Sabine Hake stellt heraus, dass der Film nicht so repräsentativ für den Nationalsozialismus sei, wie oft angenommen werde. Vielmehr dokumentiere der Film eine Ausnahmesituation, die teilweise bewusst für die Filmaufnahmen inszeniert wurde.
Ein Anstoß für eine Auseinandersetzung mit den Arbeiten Riefenstahls und ihrer Rolle im Dritten Reich kam in den 70er Jahren aus den USA. Größen der Popkultur wie Andy Warhol, George Lucas oder David Bowie setzten sich mit Riefenstahl auseinander, aus sozialpsychologischer Sicht an prominenter Stelle Susan Sontag in ihrem Buch Fascinating Fascism aus dem Jahr 1974. Im Rahmen der Genderdebatte in den USA, in der man sich auch mit der Rolle von Frauen in der Filmproduktion befasste, beschäftigte man sich auch unter diesem Blickwinkel mit Riefenstahl. Seit den 1980ern kam es dann zu einer Art „Riefenstahl-Renaissance“, in der sich die Frage der Verantwortung der Kunst überhaupt nicht mehr stellte und nur noch die Ästhetik ihrer Bildsprache zählte. „Für die Ästhetiker ist Riefenstahl nichts als die Pionierin, deren Macht der Bilder auch die Werbung und das Showgeschäft geprägt hat“ schrieb Alice Schwarzer nach einem Interview mit Riefenstahl, stellte aber gleichzeitig die Frage nach der moralischen Verantwortung der Kunst. 

### Rezeption im Kino und Popkultur
Es dominiert die Ansicht, dass Riefenstahl völlig neue und richtungsweisende Kameraführungen und neuartige Mittel der Regie einsetzte und dass der Film großen Einfluss auf die Entwicklung des modernen Films hatte – obwohl einige der Elemente ihrer Filmkunst bereits durch den sowjetischen Revolutionsfilm (insbesondere durch Sergei Eisenstein) geprägt wurden. Für die Sportberichterstattung in Film und Fernsehen habe Riefenstahl bis heute neue Maßstäbe gesetzt.
Triumph des Willens wurde von vielen Künstlern der jüngeren Zeit rezipiert, unter anderem von Regisseuren wie Peter Jackson, George Lucas und Ridley Scott. Auf einer Fotosession soll Mick Jagger Riefenstahl erzählt haben, dass er den Film mindestens 15-mal gesehen habe. Der erste bekannte Spielfilm, der die Szenerie von Triumph des Willens zitiert, ist die Nazi-Parodie Der große Diktator von Charlie Chaplin (erschienen 1940). Viele jüngere Filme haben einzelne Szenen des Filmes imitiert oder zitiert, am bekanntesten sind dabei wohl die Star-Wars-Filme. Filme, die eine ähnliche Szenerie oder ganze Szenen wie der Film Triumph des Willens aufweisen, sind Citizen Kane, Uhrwerk Orange, Gladiator, Starship Troopers, Der Herr der Ringe, Der König der Löwen und viele andere. Michael Jackson knüpfte mit den marschierenden Fantasiesoldaten seines Videoclips HiStory an choreografische Vorbilder aus dem Propagandafilm an. Nach Ansicht von Susan Sontag und Jürgen Trimborn werden Elemente von Triumph des Willens und anderer Filme Riefenstahls zunehmend aus ihrem politischen Kontext herausgelöst und als eigenständige ästhetische Äußerungen angesehen.

### Rezeption in der politischen Propaganda
Der Film wurde sogar als Referenz für die Präsidentschaftskampagne von Nelson Rockefeller 1968 in den USA angegeben und habe damit die Praxis der amerikanischen Wahlwerbung beeinflusst. Auch jüngere Wahlkampagnen wurden häufig mit Triumph des Willens verglichen. 
Der Historiker Fritz Stern verglich die Inszenierung der Siegesrede des Irakkrieges von US-Präsident George W. Bush 2003 auf einem Flugzeugträger mit einer Leni-Riefenstahlisierung.
Schon 2017 gab es eine Untersuchung an der University of Missouri, in der Roger F. Cook Vergleiche zwischen Riefenstahls Film und der Nutzung von Twitter durch Donald Trump zieht. Einige Zeitungen haben auf die Ähnlichkeiten zwischen dem Video über Donald Trumps Rückkehr ins Weiße Haus nach seiner Corona-Erkrankung mit einer Inszenierung im Stil Riefenstahls hingewiesen. So betitelte die Wochenzeitung Der Freitag ihren Artikel mit „Die letzte Ausfahrt eines Postdemokraten. Ein Trump-Video erinnert manchen an die propagandistische Ästhetik Leni Riefenstahls. Abwegig ist das nicht.“

### Urheberrechte, Aufführungen
Nachdem Leni Riefenstahl gegen die Verwendung von Teilen des Films in Erwin Leisers Dokumentation Mein Kampf (1960) geklagt hatte, wurden die Rechte an dem Film Triumph des Willens nach dem Urteil des Bundesgerichtshofs vom 29. Dezember 1966 nicht ihr, sondern der Bundesrepublik Deutschland als Rechtsnachfolgerin des Deutschen Reiches zugesprochen. Diese Rechte werden fortan von der bundeseigenen Transit-Film GmbH mit Sitz in München wahrgenommen, wenn auch 1974 (für eine Dauer von dreißig Jahren) vertraglich geregelt worden ist, dass jegliche öffentliche Vorführung von Leni Riefenstahl genehmigt werden muss und sie hingegen 70 % sämtlicher Einnahmen erhielt.
Hierzu kommentieren Jacobs & Schepp: „Es ist zu vermuten, dass sich die Transit Film GmbH wider besseres juristischen Wissen auf den Vertrag mit Leni Riefenstahl eingelassen hat, um sich zunächst aus der Verantwortung des ‚richtigen‘ Umgangs mit dem äußerst brisanten Filmerbe der NS-Zeit zu ziehen. Jede Nutzungszustimmung der Bundesrepublik hätte kritische Folgen für diese haben können […] Während das Bundesarchiv der nicht-gewerblichen öffentlichen Vorführung nur dann zustimmte, wenn ein entsprechender Rahmen vorgegeben war, d. h., wenn die Vorführung zur Aufklärung der Bevölkerung über die Geschichte Deutschlands diente, verweigerte Leni Riefenstahl ihre Genehmigung immer dann, wenn sie befürchten musste, dass eine kritische Auseinandersetzung mit dem Film stattfinden würde.“ Öffentliche Vorführungen erfolgten von daher nur nach der (sehr selten erteilten) Genehmigung von Leni Riefenstahl.
In den 70er Jahren kam es vereinzelt zu Fernsehaufführungen des kompletten Films, allerdings aufgrund des fehlenden FSK-Kennzeichens erst nach 23 Uhr, so am 1. Oktober 1974 im NDR und am 4. September 1976 im HR. Mit dem Tode Leni Riefenstahls am 8. September 2003 und dem Auslaufen des o. g. Vertrages liegen nun auch die letzten Rechte bei der Bundesrepublik Deutschland.
Auch der Bundesgerichtshof hat sich mit dem Film „Triumph des Willens“ befasst (siehe BGH UFITA 55 (1970), 313, 320/321). Er stellte fest, dass es sich um eine Produktion der NSDAP handelte, bei der alle Nutzungsrechte uneingeschränkt der NSDAP zur Auswertung eingeräumt wurden. Aufgrund des Gesetzes zur Regelung der Verbindlichkeiten nationalsozialistischer Einrichtungen und der Rechtsverhältnisse an deren Vermögen vom 17. März 1965 sind sämtliche Rechte und Vermögensgegenstände der NSDAP auf die Bundesrepublik Deutschland übergegangen und werden im Filmbereich von der Transit Film GmbH verwaltet.
Als Video oder DVD ist der Film nur im Ausland erhältlich, da die Transit Film GmbH ihr Urheberrecht im Inland geltend macht und eine Veröffentlichung bislang erfolgreich unterbindet: Die im Bundeseigentum stehende Transit Film GmbH hat nach dem Tod Leni Riefenstahls die alleinige Nutzungsbefugnis über sämtliche Rechte an dem Film inne. Die entsprechenden vertraglichen Vereinbarungen hatten vorher in gewissem Umfang eine gemeinsame Rechtswahrnehmung vorgesehen.

### Freigabe
Triumph des Willens ist in Deutschland nicht indiziert, ein entsprechender Antrag wurde von der Prüfstelle mit der Begründung abgelehnt, dass es sich „um ein zeithistorisches Dokument handele, welches als kunsthistorisch hochwertig einzustufen sei, von dem jedoch keine Jugendgefährdung ausgehe“.
Der Film gehört nicht zu den Vorbehaltsfilmen, da er nicht zu dem Bestand der Friedrich-Wilhelm-Murnau-Stiftung gehört, sondern der Transit Film, welche den Film unter ähnlichen Bedingungen für wissenschaftliche und dokumentarische Zwecke zur Verfügung stellt.
Da der Film der FSK nicht vorgelegt wurde, darf er nur Erwachsenen zugänglich gemacht werden.

## Zitate
„Es ist ein Film, der schon allein von der Anlage her die Möglichkeit ausschließt, die Regisseurin habe über eine von der Propaganda unabhängige ästhetische Konzeption verfügt. Tatsache ist […], dass sie ‚Triumph des Willens‘ mit unbegrenzten technischen Mitteln und großzügiger offizieller Unterstützung drehte (es gab nie einen Kampf zwischen der Regisseurin und dem deutschen Propagandaminister). In Wirklichkeit hat die Riefenstahl, wie sie in dem schmalen Buch über die Entstehung von ‚Triumph des Willens‘ berichtet, bereits bei der Planung des Parteitags mitgewirkt – der von Anfang an als Kulisse für ein Filmspektakel angelegt war […] Das historische Ereignis diente also als Kulisse für einen Film, der sich dann in einen authentischen Dokumentarfilm verwandeln sollte. […] Will man noch einen Unterschied machen zwischen Dokumentarfilm und Propaganda, dann ist jeder, der die Filme der Riefenstahl als Dokumentarfilme verteidigt, naiv. In ‚Triumph des Willens‘ ist das Dokument (das Bild) nicht nur die Aufzeichnung der Realität, sondern ein Grund, warum die Realität hergestellt wird; und schließlich wird das Dokument an die Stelle der Realität treten.“

„Triumph des Willens ist ein Dokumentarfilm von einem Parteitag, mehr nicht. Das hat nichts zu tun mit Politik. Denn ich habe aufgenommen, was sich wirklich abgespielt hat und habe es insofern überhöht, als dass ich keinen Kommentar dazu gemacht habe. Ich habe versucht, die Atmosphäre, die da war, durch Bilder auszudrücken und nicht durch einen gesprochenen Kommentar. Und um das ohne Text verständlich zu machen, musste die Bildsprache sehr gut, sehr deutlich sein. Die Bilder mussten das sagen können, was man sonst spricht. Aber deswegen ist es doch keine Propaganda.“

## Trivia
1941 montierte Charles A. Ridley im Auftrag des British Ministry of Information Ausschnitte aus Riefenstahls Film, so dass es aussah, als tanzten die Soldaten zu dem populären Song The Lambeth Walk. Der Film wurde kostenlos an verschiedene Verleiher vergeben, die ihn vor allem über Wochenschauen publizierten. Axel Jockwer schrieb dazu in seinem Buch Vom Jazz zur Neuen Deutschen Tanzmusik, dem Film sei eine „Dekonstruktion der faschistischen Ästhetik“ gelungen. Die Viennale in Wien zeigt den Film 2024 mit dem Kommentar, „nur wenige Propagandaerzeugnisse [seien] effektiver gewesen als Charles Ridleys vernichtende Zweckentfremdung der Bilder […], die die stolz marschierenden deutschen Soldaten zu einem britischen Swing lächerlich paradieren lässt“.